# Mariano Tomás Barba
Mariano Tomás Barba (Hospitalet de Llobregat, 1848-31 de diciembre de 1915) fue un maestro de obras español. 
Obtuvo el título de maestro de obras en Madrid en 1871. Fue maestro de obras municipal de Hospitalet de Llobregat (1904-1915) y Cornellá de Llobregat (1881-1915). Fue también perito agrónomo y agrimensor.
Trabajó sobre todo en Hospitalet de Llobregat, donde fue autor del edificio Estanco o Cal Generós (1904), la casa Oliveras (1908-1908) y la casa Batlle Solanas (1910).